# Play-It
Play-It – byłe polskie przedsiębiorstwo zajmujące się dystrybucją gier komputerowych, działające w latach 1999–2003.

## Historia
Play-It było znakiem handlowym Optimus Pascal Multimedia - multimedialnego oddziału Onet.pl oraz Optimus. Spółka wydawała produkty między innymi Take-Two Interactive, Sierra Entertainment oraz Ubisoft, między innymi Grand Theft Auto, Grand Theft Auto 2 i Grand Theft Auto III, Gunman Chronicles, Max Payne, Empire Earth, Silent Hunter II, Tom Clancy’s Ghost Recon, Mafia, Myth III. W 2002 laureat nagrody dla najlepszego wydawcy przyznanej przez magazyn Świat Gier Komputerowych. Działalność wydawnicza studia uległa wygaszeniu pod koniec 2003 r decyzją właściciela portalu onet.pl i Prezesa ITI Poland, Mariusza Waltera. Sukcesorem Play-It stało się założone w styczniu 2004 r przez byłego kierownika firmy, Tomasza Majkę - Nicolas Games.